# Kałajdżii
Kałajdżii (bułg. Калайджии) – wieś w Bułgarii, w obwodzie Wielkie Tyrnowo, w gminie Złatarica. W 2024 roku liczyła 105 mieszkańców.